# Třída Rosolino Pilo
Třída Rosolino Pilo byla lodní třída torpédoborců italského námořnictva. Celkem bylo postaveno osm jednotek této třídy. Prototyp byl do služby přijat roku 1915. Bojovaly v první světové válce. Roku 1929 byly reklasifikovány na torpédovky. Většina jich byla ve službě ještě za druhé světové války. Čtyři byly ve válce potopeny (dva ještě předtím ukořistilo Německo a potopeny byly jako plavidla Kriegsmarine). Tři italské jednotky dosloužily v 50. letech jako minolovky. Poslední byl vyřazen roku 1958.

## Stavba
Celkem bylo postaveno osm jednotek této třídy. Konstrukčně navazovaly na třídu Indomito, měly však kanóny jednotné ráže, větší zásobu paliva a turbínový pohon. Jejich stavbu zajistily loděnice Cantiere navale fratelli Orlando v Livornu a Pattison v Neapoly. Do služby byly zařazeny v 1915–1916.
Jednotky třídy Rosolino Pilo:
| Jméno                      | Loděnice              | Založení kýlu | Spuštěna           | Vstup do služby | Osud |
| -------------------------- | --------------------- | ------------- | ------------------ | --------------- | --- |
| Rosolino Pilo (PL)         | Odero, Sestri Ponente | srpen 1913    | 24. března 1915    | květen 1915     | Od roku 1954 trupové číslo (M5336). Vyškrtnut 1954. |
| Giuseppe Cesare Abba (AB)  | Odero, Sestri Ponente | srpen 1913    | 25. května 1915    | červenec 1915   | Od roku 1953 rychlá minolovka. Od roku 1954 trupové číslo (M5330). Vyškrtnut 1958. |
| Pilade Bronzetti (BR)      | Odero, Sestri Ponente | září 1913     | 26. října 1915     | leden 1916      | Roku 1921 přejmenován na Giuseppe Dezza (DZ). Dne 16. září 1943 ve Fiume potopen vlastní posádkou. Němci jej vyzvedli a po opravě 9. června 1944 zařadili do Kriegsmarine jako TA35. Dne 17. srpna 1944 potopen minou poblíž přístavu Pula. |
| Giuseppe Missori (MS)      | Odero, Sestri Ponente | leden 1914    | 20. prosince 1915  | březen 1916     | Dne 10. září 1943 v Drači (Durazzo) zajat Německem. Dne 3. prosince 1943 byl zařazen do Kriegsmarine jako TA22. Dne 25. června 1944 poblíž Terstu poškozen náletem. Následně byl odzbrojen. Dne 2. května 1945 potopen v Terstu.            |
| Antonio Mosto (MO, MT)     | Pattison, Neapol      | říjen 1913    | 20. května 1915    | červenec 1915   | Od roku 1953 rychlý minolovka. Od roku 1954 trupové číslo (M5335). Vyškrtnut 1958. |
| Ippolito Nievo             | Odero, Sestri Ponente | srpen 1913    | 24. července 1915  | říjen 1915      | Vyškrtnut 1938. |
| Francesco Nullo            | Pattison, Neapol      | září 1913     | 12. listopadu 1914 | květen 1915     | Roku 1921 přejmenován na Fratelli Cairoli (CL). Dne 23. prosince 1940 poblíž Tripolisu potopen minou položenou britskou ponorkou HMS Porpoise (N14).                                                                                        |
| Simone Schiaffino (SF, SH) | Odero, Sestri Ponente | září 1913     | 11. září 1915      | listopad 1915   | Dne 24. dubna 1941 se u pobřeží Tuniska potopil na mině. |

## Konstrukce

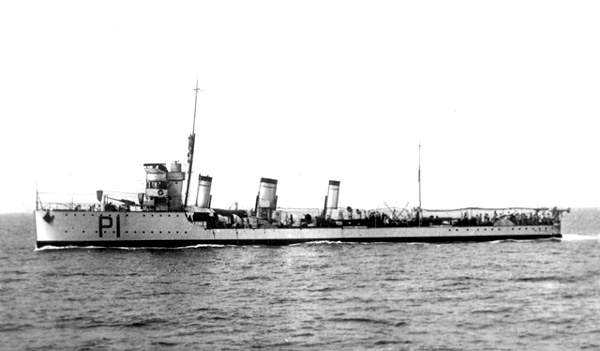
Rosolino Pilo

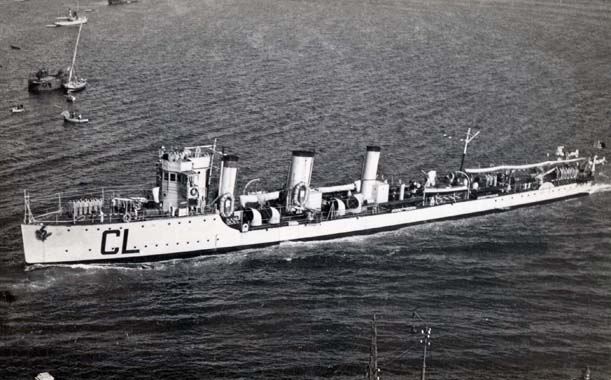
Fratelli Cairoli (ex Francesco Nullo)

Výzbroj tvořily čtyři 76mm kanóny, dva protiletadlové 76mm kanóny a čtyři jednohlavňové 450mm torpédomety. Dále unesly až deset námořních min. Pohonný systém tvořily čtyři kotle Thornycroft a dvě turbíny Tosi o výkonu 16 000 hp, pohánějící dva lodní šrouby. Nejvyšší rychlost dosahovala 30 uzlů. Dosah byl 1200 námořních mil při rychlosti čtrnáct uzlů.

### Modernizace
V letech 1919–1921 všechny torpédoborce dostaly novou hlavňovou výzbroj. Nově nesly pět 102mm kanonů, dva 40mm kanóny, dva 6,5mm kulomety. Zachovány zůstaly čtyři torpédomety.
V letech 1941–1942 byla upravena výzbroj přeživších torpédovek. Nově nesly dva 102mm kanóny, šest 20mm kanónů, dva 450mm torpédomety a dva vrhače hlubinných pum.
V letech 1953–1954 byly torpédovky Giuseppe Cesare Abba a Antonio Mosto upraveny na rychlé minolovky. Ve výzbroji zůstal jeden 102mm kanón, několik 20mm kanónů, torpédomety byly odstraněny a naopak byla plavidla vybavena minolovnými traly.